# 석차옥
석차옥은 대한민국 출신의 화학자로, 서울대학교 자연과학대학 화학부 교수이며, AI 기반 신약 개발 기업 갤럭스(Galux)의 창립자이자 대표이다. 서울대학교에서 학사 과정을 마친 후 미국 시카고대학교에서 화학 석사 및 박사 학위를 취득하였다. 이후 시카고대학교, 매사추세츠공과대학교(MIT), 캘리포니아대학교 샌프란시스코캠퍼스(UCSF) 등에서 박사후연구원으로 활동하였다. 주요 연구 분야는 계산생물학, 단백질 구조 예측, 단백질-리간드 및 단백질-단백질 상호작용 도킹 모델링이며, 단백질 예측 플랫폼인 GalaxyWEB, GalaxyPepDock, GalaxyDock3 등의 개발에 참여하였다. 국제 단백질 구조 예측 대회인 CASP에서 알파폴드가 우승한 해에 심사위원으로 참여했으며, 해당 분야의 주요 기술적 경향을 반영하여 2020년 AI 기반의 단백질 설계 및 신약개발을 목적으로 갤럭스를 설립하였다. 해당 기업은 설립 5년 내 260억 원의 누적 투자를 유치하였으며, 9종의 드노보 항체를 설계해 발표한 바 있다.
단백질 구조 예측 연구에서 그는 알파폴드1 및 알파폴드2의 성과 이후에도 정확도의 한계를 지적하며 항체와 같이 불규칙성이 많은 단백질에 대한 예측 능력의 부족을 언급하였다. 드노보 항체 설계는 기존의 항체 치료제 대비 설계 정밀도를 높일 수 있다는 기술적 차이로 설명되며, 갤럭스는 PD-L1, HER2, EGFR 등 기존 항체를 포함해 대사질환, 뇌질환 등을 표적으로 하는 신규 항체를 생성하였다. 그는 과학특화형 AI 모델 개발의 필요성을 강조하며, 대형 언어모델(LLM) 기반 기술과 과학 AI의 구조적 차이를 구분하고, 존 점퍼 등의 사례를 인용하여 화학과 생물학에 대한 직관과 문제 정의 능력이 동반된 연구자의 중요성을 언급하였다. 그는 2025년 한국과학AI포럼 창립에 참여하였고, 인공지능의 연구개발 활용과 과학 주권 확보를 위한 기반 조성의 필요성을 공적 발언으로 이어가고 있다.